# Palazzo Fossi
Palazzo Fossi si trova in via de' Benci 4 a Firenze, con affaccio su via Mozza.

## Storia e descrizione

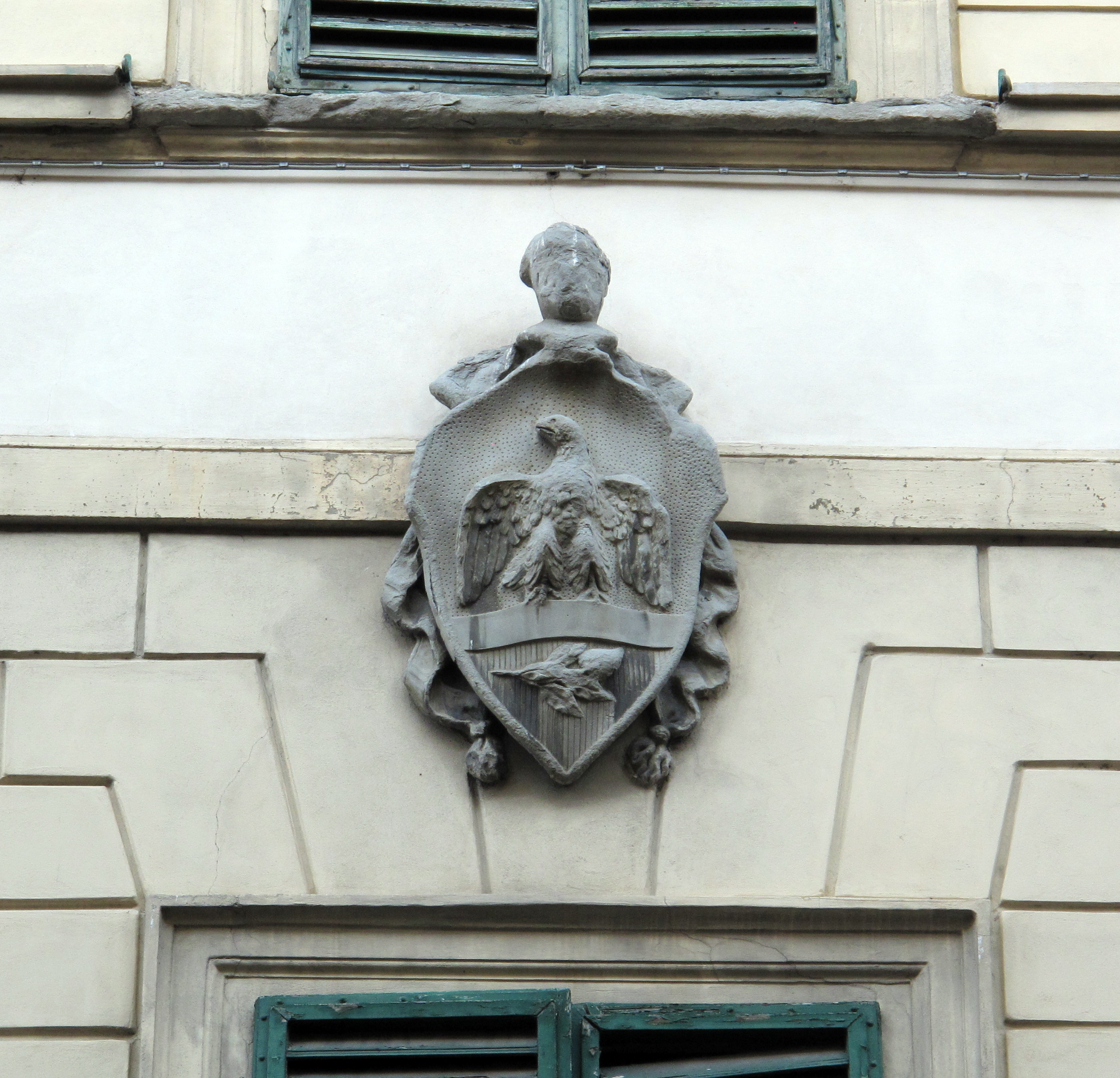
Stemma Fossi in facciata

Il palazzo, organizzato su cinque assi per quattro piani (più un volume in soprelevazione), per quanto di chiaro disegno ottocentesco, bene si inserisce per i riferimenti all'architettura rinascimentale nel contesto della via, e comunque è da considerare frutto di una ristrutturazione di costruzioni ben più antiche presenti nell'area, probabilmente legate alle stesse proprietà del contiguo palazzo Corsi Horne.
È da tenere inoltre presente che l'edificio (come in vari casi è possibile osservare nel centro storico dove le nuove costruzioni hanno quasi sempre inglobato le preesistenze), se presenta una facciata dal disegno organico e conchiuso, si estende secondo una pianta oltremodo complessa, nella quale si innestano locali di pertinenza dell'antico palazzo Corsi, più precisamente sull'asse destinato a cucine, magazzini e alloggi della servitù. Tale ristrutturazione, in altra occasione erroneamente attribuita all'architetto Vittorio Bellini (Paolini 2008), è in realtà riconducibile a un progetto dell'architetto Enrico Presenti, come chiarisce un lucido del 1848 con il quale si chiedono al Comune i permessi per i lavori da condursi sull'immobile (ASCFi, Cancelliere, 5014, c. 300 m).
Acquistato dalla famiglia Fossi nei primi decenni dell'Ottocento (di modo che l'intervento di trasformazione potrebbe datarsi proprio in riferimento a tale passaggio di proprietà), è stato mantenuto da questa famiglia fino al 1909, quando è stato alienato e acquistato dal Sindacato Fiorentino di Assicurazione contro gli Infortuni sul lavoro. Nel 1933 è stato venduto alla Cassa Mutua fra le Aziende Agricole e Forestali per l'Assicurazione Contro gli Infortuni sul Lavoro, confluita nell'Inail nel 1943.
Sul portone è uno scudo con l'arme dei Fossi (troncato: nel 1° d'oro, all'aquila al volo abbassato di nero; nel 2° d'argento, alla fascia di rosso caricata di un rametto di cedro fruttato d'oro, posto rivolto nel senso della pezza). Negli interni vari ambienti presentano notevoli decorazioni pittoriche di età neoclassica.
La facciata è stata restaurata nel 1986.